# La Merced (Catamarca)
La Merced  (o Villa La Merced)  es una localidad del centro sur de la provincia argentina de Catamarca, y capital del Departamento Paclín; a 48 km de la capital provincial San Fernando del Valle de Catamarca, por la RN 38 (km 633).

## Historia
El territorio fue habitado por las naciones diaguitas y calchaquíes, muy defensores de su identidad y de su territorio, que retardaron la fundación hispánica, el que tras varios intentos fallidos, se concreta en 1735. A finales del siglo XVIII sus campos ya tenían feudatarios y en 1740 se formó en Huasán el enorme mayorazgo de los Díaz de la Peña.

## Educación
- Escuela Secundaria Agroganadera "Fray Vicente Alcaraz", creada el 30 de abril de 1967, por iniciativa del fraile homónimo (que falleció en 1989)

## Santa patrona
El templo parroquial del pueblo está bajo la advocación de Nuestra Señora del Rosario, patrona de La Merced y del Departamento Paclín cuya festividad se celebra el 3.er domingo del mes de octubre.

## Economía
Las principales producciones son zapallo,higos, durazno, nogal, vid, membrillo, algodón, semillas de papa, especias (comino, anís); ganado caprino y ovino.

## Geografía

### Población
Cuenta con 1,759 habitantes (Indec, 2010), lo que representa un incremento del 18% frente a los 1,496 habitantes (Indec, 2001) del censo anterior.
| Gráfica de evolución demográfica de La Merced entre 1991 y 2010 |
|                                                                 |
| Fuente: Censos nacionales del INDEC                             |

### Sismicidad
La sismicidad de la región de Catamarca es frecuente y de intensidad baja, y un silencio sísmico de terremotos medios a graves cada 30 años en áreas aleatorias. Sus últimas expresiones se produjeron:
- 21 de marzo de 1892 (133 años), a las 1.45 UTC-3 con 6,0 Richter; como en toda localidad sísmica, aún con un silencio sísmico corto, se olvida la historia de otros movimientos sísmicos regionales (terremoto de Recreo de 1892)
- 21 de octubre de 1966 (58 años), a las 12.39 UTC-3 con 5,0 Richter
- 3 de noviembre de 1973 (51 años), a las 14.17 UTC-3 con 5,8 Richter: además de la gravedad física del fenómeno se unió el olvido de la población a estos eventos recurrentes
- 7 de septiembre de 2004 (20 años), a las 8.53 UTC-3, con una magnitud aproximadamente de 6,5 en la escala de Richter (terremoto de Catamarca de 2004)[1]

## Parroquias de la Iglesia católica en La Merced
| Diócesis  | Catamarca                  |
| --------- | -------------------------- |
| Parroquia | Nuestra Señora del Rosario |